# Kush & Orange Juice
Kush & Orange Juice je osmi miksani album repera Wiza Khalife koji je objavljen 14. travnja 2010. godine. Objavio ga je preko diskografskih kuća Rostrum Records i Taylor Gang Records kao besplatni download. Na albumu gostuju izvođači kao što su Big K.R.I.T. i Currensy, te producenti kao što su Sermstyle, Big Jerm, Cardo i Sledgren. Na albumu se nalazi jedan promotivni singl "Mezmorized". Wiz Khalifa je objavio četiri spota s albuma za pjesme "Mezmorized", "The Statement", "Never Been" i "In the Cut". Album je s interneta preuzet oko 1.200.000 puta.

## Popis pjesama
| Br. | Skladba                                           | Producent                | Trajanje |
| --- | ------------------------------------------------- | ------------------------ | -------- |
| 1.  | »Waken Baken«                                     | Sledgren                 | 1:29     |
| 2.  | »Mezmorized«                                      | Cardo                    | 4:29     |
| 3.  | »We're Done«                                      | Kajmir Royale            | 2:19     |
| 4.  | »Skit 1«                                          | Wiz Khalifa              | 1:22     |
| 5.  | »The Statement«                                   | RichKid and The Allstarz | 2:47     |
| 6.  | »Spotlight« (featuring Killa Kyleon)              | The WatcherZ             | 4:13     |
| 7.  | »Skit 2«                                          | Wiz Khalifa              | 1:22     |
| 8.  | »The Kid Frankie«                                 | Big Jerm                 | 3:15     |
| 9.  | »Up«                                              | XO                       | 4:18     |
| 10. | »Never Been«                                      | Sledgren                 | 3:34     |
| 11. | »In the Cut«                                      | Cardo                    | 4:14     |
| 12. | »Visions«                                         | Sledgren                 | 3:05     |
| 13. | »Still Blazin'«                                   | Sermstyle                | 3:27     |
| 14. | »Slim«                                            | Wiz Khalifa              | 3:41     |
| 15. | »Pedal to the Metal« (featuring Johnny Juliano)   | Johnny Juliano           | 3:27     |
| 16. | »Good Dank«                                       | Big Jerm                 | 5:06     |
| 17. | »Skit 3«                                          | Wiz Khalifa              | 0:53     |
| 18. | »Glass House« (featuring Currensy & Big K.R.I.T.) | Big K.R.I.T.             | 3:16     |
| 19. | »Outro«                                           | Sledgren                 | 1:31     |
| 20. | »Supply« (featuring Nesby Phips)                  | Nesby Phips              | 2:59     |

## Nadnevci objavljivanja
| Država                     | Nadnevak          | Format             | Diskografska kuća                   | Izvor |
| -------------------------- | ----------------- | ------------------ | ----------------------------------- | ----- |
| Sjedinjene Američke Države | 14. travnja 2010. | digitalni download | Rostrum Records Taylor Gang Records | [ 4 ] |

## Vanjske poveznice
- Kush & Orange Juice na Discogsu